# 第4補給連隊 (フランス軍)
第4補給連隊（だいよんほきゅうれんたい、4e régiment du Matériel：4e RMAT）は、ガール県ニームに駐屯する、第2後方支援旅団隷下のフランス陸軍の後方支援連隊である。
兵種は輜重など、伝統的区分は輜重兵である。

## 沿革
- 1985年：フォンテンブローにて編制される。
- 1999年：ニームに移駐する。

## 最新の部隊編成
- 連隊本部
- 本部管理中隊
- 基礎教育中隊
- 総合整備中隊
- 供給中隊
- 移動修理中隊

## 任務
- 連隊は、第1線部隊に対する補給支援をおこなう。
- 各派遣先において、技官と軍人が協力して高度な自動車整備や軍用品整備等を行い、連隊の隊員に対して専門的な知識の普及にあたる。

## 主要装備
- GIAT BM92-G1
- FA-MAS
- P4
- TRM 2000
- TRM 4000
- TRM 10000
- GBC 180